# The Legend of Heroes: Trails of Cold Steel IV
The Legend of Heroes: Trails of Cold Steel IV  est un jeu de rôle développé par Nihon Falcom. Il fait partie de la série Trails, elle-même faisant partie de la franchise The Legend of Heroes, et est le dernier opus du sous-arc de quadrilogie Cold Steel. Le jeu est sorti sur PlayStation 4 au Japon en septembre 2018 et sort dans le reste du monde vers la fin 2020, avec des ports pour Nintendo Switch et Microsoft Windows en avril 2021.

## Système de jeu
Le jeu se joue de manière très similaire à Trails of Cold Steel III étant un JRPG traditionnel avec des batailles au tour par tour, réutilisant des fonctionnalités telles que le système d'ordre, le système d'orbment, des mini-jeux et des commandes de combat mappées à des boutons spécifiques plutôt qu'à des menus. Chaque personnage de la nouvelle classe VII du jeu possède de nouvelles techniques S-Craft uniques en combat. De plus, les personnages pourront utiliser les Lost Arts qui sont nettement plus puissants que les Arts classiques mais qui dépensent une jauge d'EP entière.

## Trame
Le jeu est la suite directe des trois précédents jeux Trails of Cold Steel. Il présente un grand nombre de personnages faisant leur retour de la trilogie Trails in the Sky  et de la duologie Crossbell  ainsi que des titres précédents de la quadrilogie Trails of Cold Steel.
Deux semaines après la bataille contre la bête divine corrompue, Juna, Kurt et Altina se réveillent pour se rendre compte que tandis qu'eux et les autres amis de Rean ont réussi à s'échapper, Rean lui-même a été capturé par Osborne. Déterminé à sauver Rean et à mettre un terme aux plans d'Osborne, Juna prend en charge la classe VII et parcourt Erebonia et Crossbell pour essayer de comprendre quels sont les plans d'Osborne et d'Ouroboros. Au cours de leur enquête, ils découvrent que le gouverneur de Crossbell, Rufus, avait profité de son influence  pour trouver et prendre possession du dernier chevalier divin restant. Le groupe découvre enfin le lieu où Rean est détenu et organise une mission de sauvetage. À leur arrivée, ils découvrent que Rean a déjà complètement succombé à sa malédiction Ogre, mais la présence de tous ses amis lui permet de reconstruire son cœur et de retrouver ses esprits. Crow décide de rejoindre l'équipe de Rean. Osborne arrive ensuite et explique que maintenant que tous les chevaliers divins ont été réveillés, ils peuvent commencer la « Rivalité », ce qui implique que les détenteurs des chevaliers divins se battent jusqu'à ce qu'il n'en reste plus qu'un, le survivant devenant le nouveau vaisseau du Great One, Ishmelga. Rean jure de mettre un terme au plan d'Osborne tandis que celui-ci s'échappe.
Alors que Rean et ses amis se regroupent, il est également révélé que Millium avait survécu, ayant pris la forme de l'épée que Valimar brandit désormais. Rean décide de poursuivre la Rivalité pour l'instant, étant la seule piste menant vers Osborne. Ils affrontent d'abord Rutger et Arianrhod, qui perdent tous les deux. Rutger décède paisiblement tandis qu'Arianrhod est assassinée par Rufus avant qu'elle ne puisse se joindre à Rean. Les partisans de Rutger et d'Arianrhod unissent leurs forces avec Rean. Pendant ce temps, alors que la malédiction commence à s'emparer de tout Erebonia, le pays tout entier commence à se mobiliser pour la guerre contre la République de Calvard. Osborne et Ouroborus lèvent alors une forteresse flottante massive où ils attendent l'arrivée de Rean.
Tandis que ses amis et alliés désactivent les défenses de la forteresse, Rean, la nouvelle et l'ancienne classes VII montent à bord de la forteresse et combattent ses protecteurs, vainquent Cedric, Rufus et Black Albreich, laissant Osborne comme le dernier détenteur du chevalier divin. Il est également révélé qu'Osborne est en fait la forme ressuscitée de Dreichels, un ancien héros qui a joué un rôle déterminant dans la formation d'Erebonia, qui avait pris la malédiction en lui pour la détruire définitivement la malédiction. Rean et Osborne s'affrontent ensuite dans une dernière bataille, Rean en sort victorieux.
Dans la fin du jeu par défaut, Rean hérite de la malédiction avec la défaite d'Osborne mais n'est pas assez fort pour contenir Ishmelga. Au lieu de cela, lui, Crow et Millium se sacrifient pour détruire Ishmelga, libérant Erebonia de la malédiction au prix de leur vie.
Dans la vraie fin du jeu, qui est déverrouillée en terminant le jeu une première fois, Rean est capable de trouver un moyen de séparer Ishmelga de son âme. Alors que Rean est libéré de la malédiction, Ishmelga se manifeste physiquement. Rean et tous ses amis et alliés travaillent ensemble pour vaincre Ishmelga pour de bon. Rean fait ses adieux aux esprits d'Osborne, de Rutger et d'Arianrhod. Avec leur devoir accompli, les Chevaliers Divins utilisent les derniers de leurs pouvoirs pour restaurer les corps de Crow et Millium avant de disparaître. L'Empereur se remet de ses blessures et reprend le contrôle d'Erebonia. La guerre avec la République de Calvard est évitée et Rufus est arrêté tandis qu'Osborne porte toute la faute. Cedric s'échappe et rejoint Ouroboros. Crossbell parvient à gagner son indépendance. Plus tard, Rean et ses amis assistent au mariage royal du prince Oliver et célèbrent la fin heureuse.
Dans une scène post-crédits, les autres membres d'Ouroboros rencontrent leur chef, le Grand Maître, qui leur assure que, malgré les revers subis par Ouroboros, les événements se déroulent toujours comme prévu. Elle estime que les efforts de Rean ont donné au monde trois ans de répit avant sa fin et déclare le début du « Plan de régression éternelle ».

## Développement
Les plans pour un quatrième titre dans les franchise Trails of Cold Steel ont été révélés dans une interview avec le président de Nihon Falcom, Toshihiro Kondo, en novembre 2017, déclarant que la société avait initialement l'intention de mettre fin à la franchise après Trails of Cold Steel III, mais y voyant une fin difficile, la décision a été prise de développer un quatrième opus pour conclure correctement l'arc du troisième volet de la série. Le jeu était initialement prévu pour le quatrième trimestre 2018 au Japon pour la PlayStation 4  pour être confirmé au 27 septembre 2018  Comme les entrées précédentes dans la quadrilogie, le jeu a été développé en utilisant le moteur de jeu PhyreEngine.
Une localisation officielle en anglais par NIS America a été annoncée le 1er avril 2020 pour une sortie au quatrième trimestre 2020 pour la PlayStation 4, et en 2021 pour la Nintendo Switch et Microsoft Windows,.